# Mark E. Smith
Mark Edward Smith (5. března 1957, Salford, Spojené království – 24. ledna 2018, Prestwich) byl anglický zpěvák. Před zahájením hudební kariéry pracoval v kanceláři i v doku.
V roce 1976 založil post-punkovou hudební skupinu The Fall, pod jejímž názvem vystupoval s různými hudebníky až do své smrti v roce 2018. Sám byl jediným stálým členem, dále kapelou prošlo více než šedesát hudebníků. Kromě působení v této skupině vydal dvě alba mluveného slova – The Post-Nearly Man (1998) a Pander! Panda! Panzer! (2002). Během své kariéry spolupracoval s mnoha dalšími hudebníky a kapelami, mezi něž patří například Mouse on Mars, Edwyn Collins a Gorillaz. V roce 1986 napsal divadelní hru Hey, Luciani. O dva roky později měl premiéru balet I Am Curious, Orange s jeho hudbou. Roku 2017 kapela The Fall zrušila koncerty v USA kvůli Smithově nemoci.
Zemřel v lednu 2018 ve věku 60 let.